# Cabomba
El gènere Cabomba Aubl., 1775 comprèn 5 espècies de plantes aquàtiques dins la família cabombàcia. El nom prové dels idiomes indígenes de la Guaiana.

## Descripció
Tenen les característiques generals de la família cabombàcia:
- Herbes aquàtiques perennes, primes i embrancades.
- Fulles decusades o ternades, submergides i amb poques fulles flotants.
- Flors petites, blanques o grogues, violes o porpres.
- Fruit compost (infructescència); cadascun en fol·licle amb 2-3 llavors el·lipsoides a globoses, tuberculades.
- Nombre cromosòmic: x =13; 2n = 24, 26, 52, aprox. 78, aprox. 96, aprox. 104.

## Ecologia
Viuen submergides o flotant en llacs o rius de corrent lent. La pol·linització n'és entomògama.

## Usos
Es fan servir en aquaris com a oxigenants. De vegades s'han escapat dels aquaris i han donat problemes ecològics.

## Distribució
El gènere es distribueix per Amèrica en les zones temperades i tropicals.

## Condicions d'ambient
- Temperatura: 18-25 °C, amb un òptim a 20 °C per a C. aquàtica; de 12-22 °C, amb l'òptim a 18 °C, en C. caroliniana.
- pH: lleugerament àcid.
- Duresa de l'aigua: tova.
- Il·luminació: entre normal i forta, però evitant l'exposició directa al sol.
- Substrat: sòl força ric en humus.

## Sinònims
- Nectris Schreb., 1789.
- Villarsia Neck., 1790.
- Caromba Steud., 1840 (error).

## Taxonomia
- Cabomba aquatica Aubl., 1775 (= C. aubletii Michx., 1803; Nectris peltata Pursh, 1814; C. schwartzii Rataj, 1977)
- Cabomba palaeformis Fassett, 1953
- Cabomba furcata Schult. i Schult.f. in Roem. i Schult., 1830 (= C. piauhyensis Gardner in Hook., 1844; C. warmingii Casp. in Mart., 1878; C. pubescens Ule, 1914)
- Cabomba haynesii Wiersema, 1989 (= C. piauhyensis Gardner f. albida Fassett, 1953)
- Cabomba caroliniana A. Gray, 1837 (= Nectris pinnata Pursh, 1814; C. australis Speg., 1880; C. caroliniana A. Gray var. pulcherrima R.M. Harper, 1903; C. caroliniana A. Gray var. paucipartita Ramsh. i Florsch., 1956; C. caroliniana A. Gray var. flavida Ørgaard, 1991)